# Mouhamed Diop
Mouhamed Diop (Thiaroye, 30 settembre 2000) è un calciatore senegalese, centrocampista del Troyes.

## Carriera
Dopo aver esordito con il Dakar Sacré-Cœur, nel 2021 si trasferisce al Kocaelispor, formazione militante nella seconda serie turca. Dopo una sola stagione, nell'estate del 2022 passa ai moldavi dello Sheriff Tiraspol, con cui esordisce nelle competizioni europee per club, disputando 2 partite nei turni preliminari di Europa League, 6 partite nella fase a gironi della medesima competizione (nelle quali segna anche una rete) e 4 partite (con anche 2 gol segnati) in Conference League.
Terminata la sue esperienza in Moldavia, nell'estate del 2023 rientra al Kocaelispor, che subito lo cede a titolo definitivo al Troyes, club della Ligue 2 francese.

## Palmarès

### Club

#### Competizioni nazionali
- Campionato moldavo: 1

Sheriff Tiraspol: 2022-2023
- Coppa di Moldavia: 1

Sheriff Tiraspol: 2022-2023